# 格勒诺布尔有轨电车B线
格勒诺布尔有轨电车B线（法語：Ligne B du tramway de Grenoble）是法国东南部城市格勒诺布尔的一条有轨电车线路，全长12.7公里，最初于1990年11月开通，最后延伸年代为2014年。

## 历史
作为格勒诺布尔首条有轨电车线路的辅助项目，B线的建设方案和A线几乎同时提出，但考虑到减小施工期间对市区交通及环境造成的影响，B线在A线正式通车以后才开始施工，并于1990年11月26日正式投入运营。首开段为火车站-大学图书馆（Gare - Université）；2001年向西延伸至国际城（法語：Cité Internationale）；2004年，原有的甘必大站（Gambetta）撤销；2006年，耶尔车辆所投入使用并向东延伸至耶尔体育公园（Plaine des Sports）；2014年，B线向西延伸至半岛（Presqu'Île）。

## 路线
格勒诺布尔有轨电车B线大致呈东西走向，途径四个市镇，两次跨越了伊泽尔河（法語：L'Isère），并横穿格勒诺布尔老城区和格勒诺布尔火车站，全长10.5公里，共设有22个车站。全线均为复线接触网式线路。

## 运营
格勒诺布尔有轨电车B线的运营时间为每天4:35至次日凌晨2:05（周日及节假日为5:26至次日1:51），高峰期最低间隔约为3分钟一班，全程运行时间大约为35分钟，商业运行速度约为每小时18公里，不分大小交路运行。
2015年，格勒诺布尔有轨电车B线的搭载乘客总数量为1413万人次，平均每天每公里约3687人次，在格勒诺布尔有轨电车线路网中排名第二，仅次于A线。

## 车型
格勒诺布尔有轨电车B线最初采用法兰西标准有轨电车，于2005年起陆续更换为阿尔斯通 Citadis 402型有轨电车，并于2009年全部更换完成，该型号每列列车为7节编组，全长44米，可装载最多288人。

## 车辆所
B线的车辆所为"耶尔"（Gières），位于东端终点站耶尔体育公园附近。

## 站点设置
| 格勒诺布尔有轨电车B线线路表 |                                                   |            |                       |
| 车站名称                    | 站台类型                                          | 所在市镇   | 可换乘线路            |
| 格勒诺布尔-半岛             | 双侧式站台                                        | 格勒诺布尔 | C6 · 22 · 54          |
| 可再生能源署-剑桥           | 双侧错式站台                                      | 格勒诺布尔 |                       |
| 国际城                      | 双侧式站台                                        | 格勒诺布尔 |                       |
| 法院-火车站                 | 双侧式站台                                        | 格勒诺布尔 | C5 _ 格勒诺布尔火车站 |
| 圣布吕诺                    | 双侧式站台 （和A同台同线）                        | 格勒诺布尔 | A                     |
| 火车站                      | 三台侧式站台 （上行和A同台同线，下行单独设置）    | 格勒诺布尔 | A · C1 · 26 TGV · TER |
| 阿尔萨斯-洛林               | 双侧式站台 （和A同台同线）                        | 格勒诺布尔 | A · E · 26            |
| 维克多·雨果                 | 双侧式站台 （和A同台同线）                        | 格勒诺布尔 | A · C3 · C4 · 40      |
| 于贝尔·迪伯杜-旅游局        | 双侧式站台 （和A同台同线）                        | 格勒诺布尔 | A                     |
| 圣克莱尔-大堂               | 双侧式站台                                        | 格勒诺布尔 |                       |
| 圣母博物馆                  | 双侧式站台                                        | 格勒诺布尔 | 16 · 62               |
| 绿岛                        | 双侧式站台                                        | 格勒诺布尔 |                       |
| 拉特龙什-医院               | 双侧式站台                                        | 拉特龙什   | 13                    |
| 米沙隆                      | 双侧式站台                                        | 拉特龙什   |                       |
| 大萨布隆                    | 三线双台式站台                                    | 拉特龙什   | 41 · 42               |
| 圣马丁代尔-勋章大学         | 三台侧式站台 （上行单独设置，下行和D同台异线）    | 圣马丁代尔 | D                     |
| 加布里耶勒·福雷             | 双侧式站台 （和C同台同线）                        | 圣马丁代尔 | C                     |
| 大学图书馆                  | 双侧式站台 （和C同台同线）                        | 圣马丁代尔 | C · C5 · C7 · 23      |
| 孔迪亚克大学                | 三台侧式站台 （上行和C同台同线，下行和C同台异线） | 圣马丁代尔 | C                     |
| 马扬森-尚罗曼               | 双侧式站台                                        | 耶尔       |                       |
| 火车站-大学                 | 双侧式站台                                        | 耶尔       | 14 · 23 · 43 TER      |
| 耶尔-体育公园               | 三线三台式站台                                    | 耶尔       | 23                    |
| 1.                          |                                                   |            |                       |